# Făurei, Constanța
Făurei (în trecut Calaicea, în turcă Kalaiçi) este un sat în comuna Băneasa din județul Constanța, Dobrogea, România. Localitatea este atestată istoric în jurul anului 1800.
 Acest articol despre o localitate din județul Constanța este deocamdată un ciot. Puteți ajuta Wikipedia prin completarea lui.